# 44-й Вирджинский пехотный полк
44-й Вирджинский пехотный полк (44th Virginia Volonteer Infantry Regiment) — пехотный полк, набранный на территории Вирджинского полуострова во время Гражданской войны в США. Он сражался в основном в составе Северовирджинской армии.
44-й Вирджинский был сформирован в июне 1861 года в Ричмонде. Его роты были набраны в Ричмонде и Фармвилле, а также в округах Аппоматтокс, Бэкингем, Луиза, Гучланд, Амелия, Флуванна и Гановер. Его первым полковником был назначен Уильям Кэмпбелл Скотт. 1 июля 1861 года полк был включён в армию Конфедерации.

## Боевой путь
Полк первоначально числился в Северо-Западной Армии генерала Джонсона, и вместе с ней влился в армию, которой командовал генерал Томас Джексон. Полк числился в дивизии Ричарда Юэлла, в бригаде Стюарта, причём после ранения Стюарта полковник Скотт временно принял командование бригадой. Во время кампании в долине Шенандоа полк потерял 2 убитыми и 16 ранеными в сражении при Макдауэлл, и 15 убитыми и 38 ранеными в сражениях при Кросс-Кейс и Порт-Репаблик.
Во время сражений Семидневной битвы полк числился в бригаде Элзи-Уокера-Эрли. Полком временно командовал подполковник Норвелл Кобб. Полк в итоге остался в бригаде Джубала Эрли и вместе с ней прошёл второе сражение при Булл-Ран и сражение при Энтитеме.
Когда Эрли стал командиром дивизии, его бригада была передана Джеймсу Уокеру, который командовал ею в ходе сражения при Фредериксберге. Во время прорыва федералов на участке дивизии Хилла полки бригады сумели остановить противника и стабилизировать фронт. В ходе этого боя 44-й вирджинский потерял 15 человек.
14 января 1863 года полковник Уильям Скотт подал в отставку и командиром полка стал майор Норвелл Кобб, ранее командир роты «G». Он командовал полком во время сражения при Чанселорсвилле, где полк числился в бригаде Джона Роберта Джонса.